# 哈珊帕夏
哈珊帕夏(1517-1572)，是海雷丁帕夏之子，也是奧斯曼阿爾及爾第三任貝勒貝伊。他母親是一位摩里斯科人，他在父親1545年退休後襲職。

## 阿爾及爾統治者
海雷丁帕夏在1545年被召到伊斯坦布爾退休後翌年去世，他在1545年上任阿爾及爾總督。
在1545年6月，他佔領了特莱姆森，並派駐了土耳其守軍，並任命了親奧斯曼帝國的穆罕默德蘇丹為該地統治者。
在1548年，他被蘇里曼大帝撤職，由海軍將領圖爾古特·雷斯繼任阿爾及爾貝勒貝伊。
在1552年他再次被任命為阿爾及爾貝勒貝伊，因為當時摩洛哥和奧斯曼帝國衝突，摩洛哥統治者穆罕默德·謝赫拒絕摩洛哥併入奧斯曼帝國，並與西班牙結盟反土耳其。
在1558年早期，他入侵摩洛哥但在北方城市非斯停下來並撤回奧蘭，因為他聽到西班牙將入侵奧蘭。
當1558年奧斯曼軍隊打退入侵穆斯塔加奈姆的西班牙軍隊後，哈珊帕夏卻被召回伊斯坦布爾，因為他與自己軍隊不和。在1562年他再次被任命為阿爾及爾貝勒貝伊，但這次他未能成功打退佔領奧蘭的西班牙駐軍。
在1567年他再被召回伊斯坦布爾並任命為卡普丹帕夏，並參加1571年的勒班陀戰役，於翌年去世。